# Escola literária

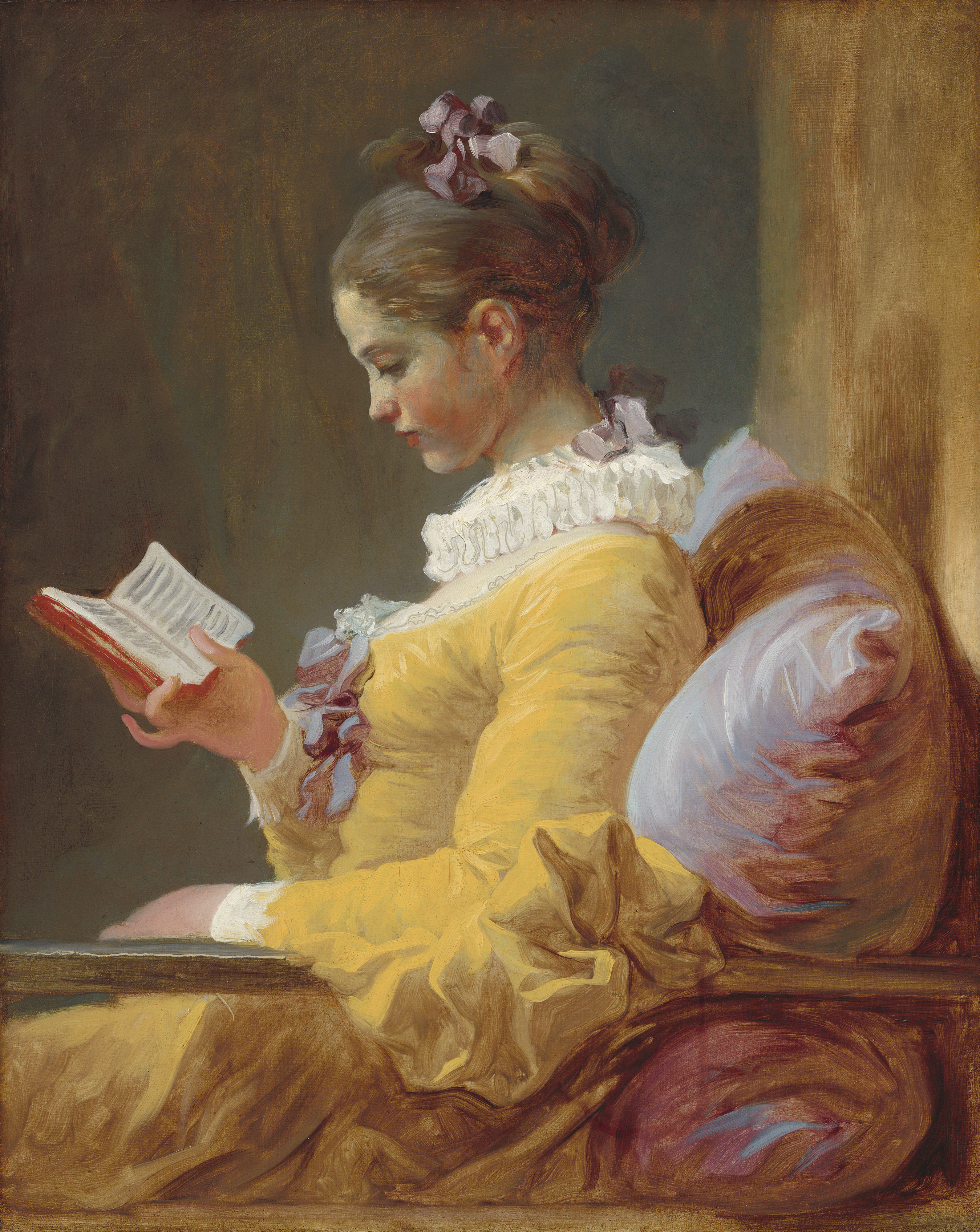
La lectrice ("A leitora"), óleo de Jean-Honoré Fragonard, 1770–1772.

A locução escola literária, movimento literário ou corrente literária refere-se a um conjunto  de obras e autores, algumas vezes apresentados coletivamente mediante a publicação de um manifesto. 
A história da literatura é definida por uma sucessão de movimentos que reúnem escritores e artistas em torno de uma concepção estética e de uma visão de mundo comum. Cada movimento inscreve-se em um contexto histórico particular e se afirma como uma ruptura radical com os movimentos precedentes. 

## Principais movimentos literários no Brasil e em Portugal
- Trovadorismo
- Humanismo
- Classicismo/Quinhentismo
- Barroco
- Arcadismo
- Romantismo
- Realismo
- Naturalismo
- Parnasianismo
- Simbolismo
- Pré-Modernismo
- Modernismo
- Tendências Contemporâneas (Pós-Modernismo)

### Trovadorismo
Para compreender qualquer movimento histórico, como o trovadorismo, é preciso primeiro se situar historicamente. O trovadorismo, é também conhecido como Primeira Época Medieval e é o primeiro movimento literário da língua portuguesa. Seu surgimento ocorreu no mesmo período em que Portugal começou a despontar como nação independente, no século XII; porém, as suas origens deram-se na Occitânia, de onde se espalhou por praticamente toda a Europa. São admitidas pelo menos quatro teses fundamentais para explicar a origem do trovadorismo: a tese arábica, que considera a cultura arábica como sua velha raiz; a tese folclórica, que a julga criada pelo próprio povo; a tese médio-latinista, segundo a qual essa poesia teria origem na literatura latina produzida durante a Idade Média; e, por fim, a tese litúrgica, que a considera fruto da poesia litúrgico-cristã elaborada na mesma época. Entretanto, nenhuma das teses citadas é suficiente sozinha, deixando a posição de aceitá-las conjuntamente, a fim de melhor compreender os aspectos constantes dessa poesia.

#### Cantiga de amor
O cavalheiro se dirige à mulher amada como uma figura idealizada, distante. O poeta, na posição de fiel vassalo, se põe a serviço de sua senhora, dama da corte, tornando esse amor um objeto de sonho, distante, impossível. Mas nunca consegue conquistá-la, porque tem medo e também porque ela rejeita sua canção.
Neste tipo de cantiga, originária de Provença, no sul de França, o eu-lírico é masculino e sofredor. Sua amada é chamada de senhor (as palavras terminadas em "or", como senhor ou pastor, em galego-português não tinham feminino). Canta as qualidades de seu amor, a "minha senhor", a quem ele trata como superior revelando sua condição hierárquica. Ele canta a dor de amar e está sempre acometido da "coita", palavra frequente nas cantigas de amor que significa "sofrimento por amor". É à sua amada que se submete e "presta serviço", por isso espera benefício (referido como o bem nas trovas).É importante lembrar a obliviedade da amada, que desconhece do sentimento do eu lírico.
Essa relação amorosa vertical é chamada "vassalagem amorosa", pois reproduz as relações dos vassalos com os seus senhores feudais. Sua estrutura é mais sofisticada.
São tipos de Cantiga de Amor: 
- Cantiga de Mestria: é o tipo mais difícil de cantiga de amor. Não apresenta refrão, nem estribilho, nem repetições.
- Cantiga de Tense ou Tensão: diálogo entre cavaleiros em tom de desafio. Gira em torno da mesma mulher.
- Cantiga de Pastorela: trata do amor entre pastores (plebeus) ou por uma pastora (plebeia).
- Cantiga de Plang: cantiga de amor repleta de lamentos.

#### Cantiga de amigo
Eu lírico feminino. Presença de paralelismos. Predomínio da musicalidade, por esse motivo apresenta refrão. Assunto Principal: o lamento da moça cujo amado partiu. Amor natural e espontâneo. Ambientação popular rural ou urbana. Influência da tradição oral ibérica. Amor possível. Deus é o elemento mais importante do poema. Pouca subjetividade. É mais popular.

#### Cantiga de escárnio
Na cantiga de escárnio, o eu-lírico faz uma sátira a alguma pessoa. Essa sátira era indireta, cheia de duplos sentidos. As cantigas de escárnio definem-se, pois, como sendo aquelas feitas pelos trovadores para dizer mal de alguém, por meio de ambiguidades, trocadilhos e jogos semânticos, num processo que os trovadores chamavam "equívoco". O cômico que caracteriza essas cantigas é predominantemente verbal, dependente, portanto, do emprego de recursos retóricos. A cantiga de escárnio exigindo unicamente a alusão indireta e velada, para que o destinatário não seja reconhecido, estimula a imaginação do poeta e sugere-lhe uma expressão irônica, embora, por vezes, bastante mordaz.

#### Cantiga de maldizer
Ao contrário da cantiga de escárnio, a cantiga de maldizer traz uma sátira direta e sem duplos sentidos. É comum a agressão verbal à pessoa satirizada, e muitas vezes, são utilizados até palavrões. O nome da pessoa satirizada pode ou não pode ser revelado.

### Humanismo

O Nascimento de Vênus

- A escola literária chamada Humanismo, surgiu já no final da Idade Média. Ainda podemos ressaltar as prosas doutrinárias, dirigidas à nobreza. Já as poesias, que eram cultivadas por fidalgos, utilizavam o verso de sete sílabas e o de cinco sílabas. Podemos destacar João Ruiz de Castelo Branco como importante autor de poesias palacianas.
- Renascimento (ou Renascença) é um termo usado para indicar o período da história do mundo ocidental aproximadamente entre fins do século XIII e meados do século XVII com significativa variação nas datas conforme a região enfocada e o autor consultado, quando diversas transformações em uma multiplicidade de áreas da vida humana assinalam o final da Idade Média e o início da Idade Moderna. Apesar destas transformações serem bem evidentes na cultura, sociedade, economia, política e religião, caracterizando a transição do feudalismo para o capitalismo e significando uma ruptura com as estruturas medievais, o termo é mais comumente empregado para descrever seus efeitos nas artes, na filosofia e nas ciências.

Chamou-se "Renascimento" em virtude da redescoberta e revalorização das referências culturais da antiguidade clássica, que nortearam as mudanças deste período em direção a um ideal humanista e naturalista. O termo foi registrado pela primeira vez por Giorgio Vasari já no século XVI, mas a noção de Renascimento como hoje o entendemos surgiu a partir da publicação do livro de Jacob Burckhardt A cultura do Renascimento na Itália (1867), onde ele definia o período como uma época de "descoberta do mundo e do homem".
Apesar do grande prestígio que o Renascimento ainda guarda entre os críticos e o público, historiadores modernos têm começado a questionar se os tão divulgados avanços merecem ser tomados desta forma.
O Renascimento cultural manifestou-se primeiro na região italiana da Toscana, tendo como principais centros as cidades de Florença e Siena, de onde se difundiu para o resto da Itália e depois para praticamente todos os países da Europa Ocidental. A Itália permaneceu sempre como o local onde o movimento apresentou maior expressão, porém manifestações renascentistas de grande importância também ocorreram na Inglaterra, Alemanha, Países Baixos e, menos intensamente, em Portugal e Espanha, e em suas colônias americanas.

### Classicismo

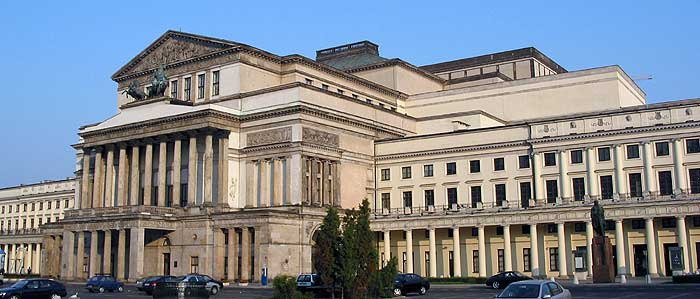
Teatro Wielki em Varsovia, Polônia

Em Arte, o Classicismo refere-se, geralmente à valorização da Antiguidade Clássica como padrão por excelência do sentido estético, que os classicistas pretendem imitar. A arte classicista procura a pureza formal, o equilíbrio, o rigor - ou, segundo a nomenclatura proposta por Friedrich Nietzsche: pretende ser mais apolínea que dionisíaca.
Alguns historiadores de arte, entre eles Giulio Carlo Argan, alegam que na História da arte concorrem duas grandes forças, constantes e antagônicas: uma delas é o espírito clássico, a outra, o romântico.
As duas grandes manifestações classicistas da Idade Moderna europeia são o Renascimento e o Neoclassicismo.
Serve também o termo clássico para designar uma obra ou um autor depositários dos elementos fundadores de determinada corrente artística.
Características do Classicismo:
- Universalismo
- Racionalismo
- Antropocentrismo
- Paganismo
- Neoplatonismo
- Referência à cultura grega

Apuro formal: 
- Soneto (2 Quartetos 2 Tercetos)
- Versos Com Até 10 Sílabas Poéticas (Estilo doce novo & Medida nova)
- Rimas Bem Trabalhadas

### Quinhentismo

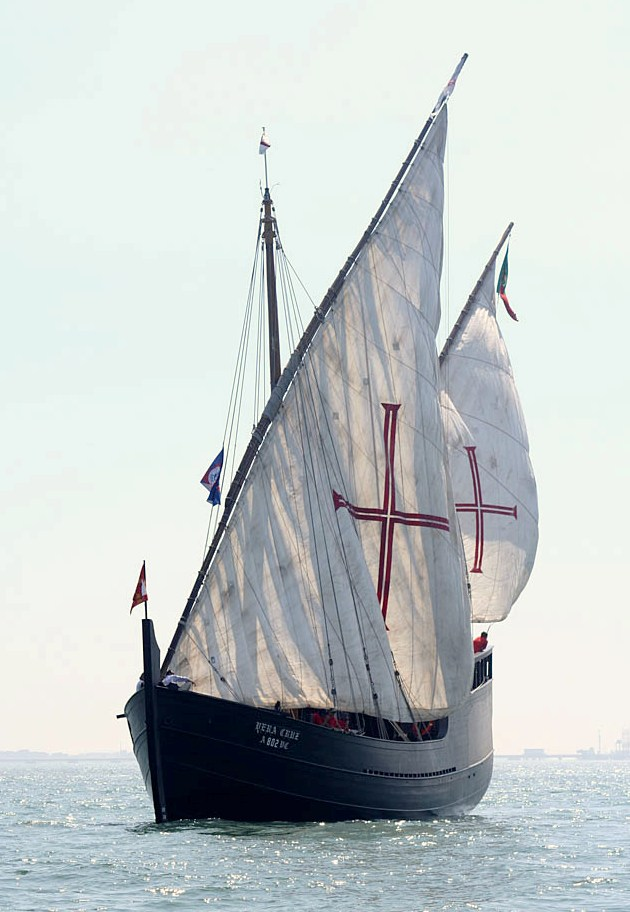
Caravela

O quinhentismo tem esse nome por se passar em 1500 e se resume a todos os acontecimentos históricos vividos no descobrimento do Brasil e a religião que a Igreja queria passar para os índios em forma de sermões. Inclusive, o que marca o Quinhentismo é a carta que Pero Vaz de Caminha escreveu ao rei de Portugal relatando tudo que se passava no Brasil e suas riquezas. É por isso que o Quinhentismo também é chamado de Literatura Informativa. Porém o Quinhentismo se destaca na Literatura Jesuíta através dos sermões com intenção de catequizar os habitantes brasileiros da época (Índios). 
Principais autores
- Frei Vicente de Salvador
- Jean de Lery
- Padre José de Anchieta
- Pero Vaz de Caminha

### Barroco

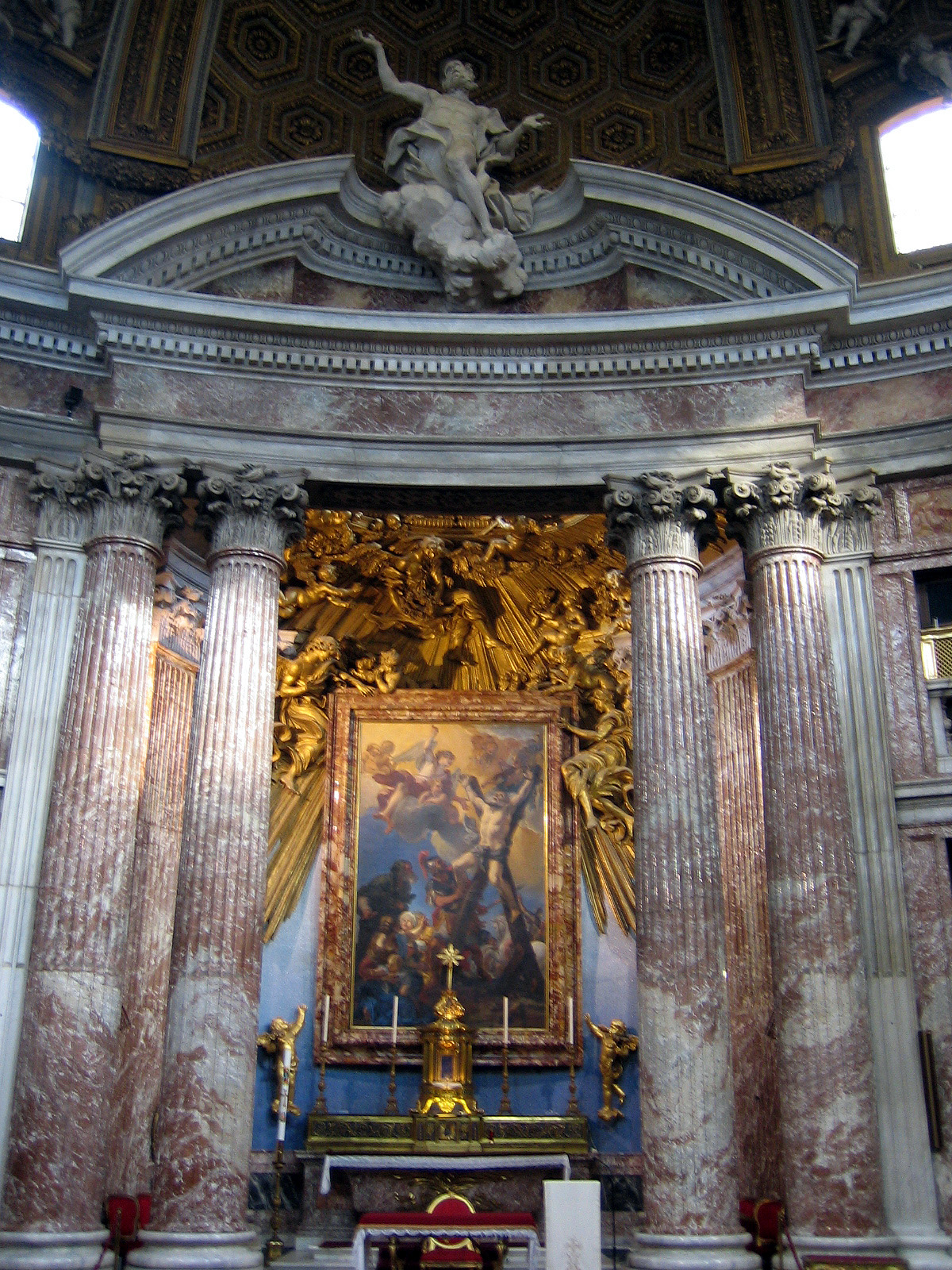
Igreja de Santo André de Qurinale, projetada por Gian Lorenzo Bernini.

Movimento que tem início na Europa nos séculos XVII e XVIII (primeira metade) e no Brasil tem o seu início em 1601 com a publicação de Prosopopéia, de Bento Teixeira até 1768. E é apoiado pela igreja católica contra a reforma protestante.
Considerado como o estilo correspondente ao absolutismo e à Contrarreforma, distingue-se pelo esplendor exuberante. De certo modo o Barroco foi uma continuação natural do Renascimento, porque ambos os movimentos compartilharam de um profundo interesse pela arte da Antiguidade clássica, embora interpretando-a diferentemente, o que teria resultado em diferenças na expressão artística de cada período. Enquanto no Renascimento as qualidades de moderação, economia formal, austeridade, equilíbrio e harmonia eram as mais buscadas, o tratamento barroco de temas idênticos mostrava maior dinamismo, contrastes mais fortes, maior dramaticidade, exuberância e realismo e uma tendência ao decorativo, além de manifestar uma tensão entre o gosto pela materialidade opulenta e as demandas de uma vida espiritual. Mas nem sempre essas características são bem evidentes ou se apresentam todas ao mesmo tempo. Houve uma grande variedade de abordagens estilísticas, que foram englobadas sob a denominação genérica de "arte barroca", com certas escolas mais próximas do classicismo renascentista e outras mais afastadas dele, o que tem gerado muita polêmica e pouco consenso na conceituação e caracterização do estilo.
Principais autores
- Bento Teixeira
- Padre Antônio Vieira
- Gregório de Matos
- poesia lírica amorosa
- poesia sacra relígiosa
- poesia filosófica
- poesia satírica

### Arcadismo

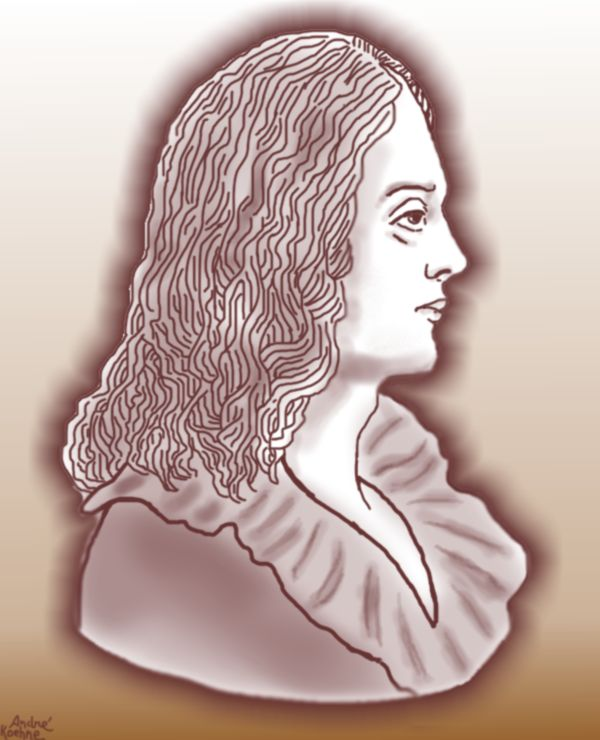
Desenho do poeta, Tomás Antônio Gonzaga

No Arcadismo alguns autores se revoltam com a política, e a sátira passa a ser uma das principais características. No Arcadismo ocorre também o amor platônico, como no caso de Claudio Manoel da Costa que em suas poesias falava de uma musa chamada Nise que na verdade não existia. Já no caso de Tomás Antonio Gonzaga, já com 40 anos, dedica suas poesias a Maria Dorotéia Joaquina de Seixas (com apenas 17 anos), a quem chamava de Marília em seus poemas. A família era contrária, mas, aos poucos, a resistência passou a ser menor. Todavia, por ter participado da Inconfidência Mineira, foi preso e mandado para a África, casando-se, então, com Juliana de Sousa Mascarenhas, filha de um rico comerciante de escravos.
Principais autores
- Alvarenga Peixoto
- Frei Santa Rita Durão
- Cláudio Manoel da Costa
- Tomás Antônio Gonzaga
- Silva Alvarenga
- Basílio da Gama

### Romantismo(poesia)
O Romantismo no Brasil teve como marco fundador a publicação do livro "Suspiros poéticos e saudades", de Gonçalves de Magalhães, em 1836, e durou 45 anos terminando em 1881.  O Romantismo foi sucedido pelo Realismo.

#### Primeira geração (indianista)

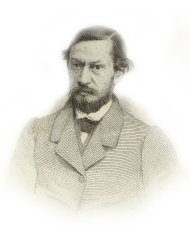
Gonçalves Dias

- Nacionalismo
- Patriotismo
- Índio como herói
- Antiestrangeirismo
- Sentimentalismo

Autores
- Gonçalves de Magalhães
- Gonçalves Dias
- Araújo Porto Alegre

#### Segunda geração (ultrarromântica, mal do século ebyroniana)

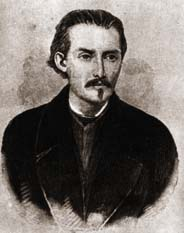
Casimiro José Marques de Abreu

- Atração pela morte (mal-do-século)
- Individualismo
- Pessimismo
- Escapismo

Autores
- Casimiro de Abreu
- Álvares de Azevedo
- Fagundes Varela
- Junqueira Freire

#### Terceira geração (condoreira)

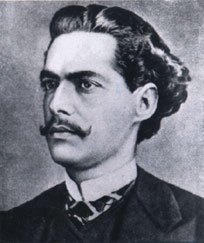
Castro Alves

Assim chamada em alusão ao condor, que tem visão ampla sobre todas as coisas
- Todas as questões sociais
- Erotismo
- Abolicionismo
- Mulher vista com defeitos e qualidades
- Política

Autores
- Castro Alves
- Sousândrade
- Tobias Barreto

### Romantismo(prosa)
O Romantismo na prosa, ou também conhecido como romance romântico, tem basicamente as mesmas características que o Romantismo na poesia. Todavia, em vez de poesias, são feitos livros onde existem alguns segmentos, como a prosa social-urbana, indianista, regionalista e histórica. Com caráter burguês, epidérmico, pouco intelectual e de personagens lineares, saíam nos jornais em fascículos para agradar à mulher e o estudante burguês( classe dominante na época).
Principais autores
- Bernardo Guimarães
- Franklin Távora
- Joaquim Manoel de Macedo (Macedinho)
- José de Alencar
- Manoel Antonio de Almeida
- Visconde de Taunay

### Realismo

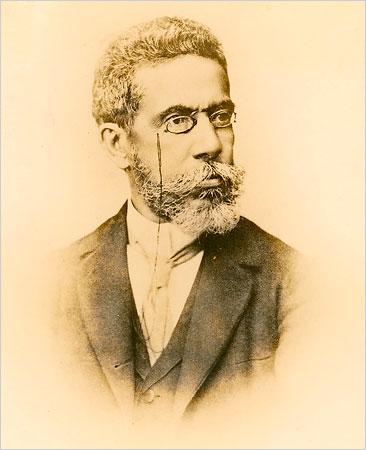
Machado de Assis

Correspondeu ao momento de consolidação do poder político da burguesia, na segunda metade do século XIX.
Augusto Comte, Karl Marx e Charles Darwin são os iniciadores europeus com suas correntes: o Positivismo, Socialismo e Darwinismo. O realismo evidencia fatos e acredita no real sem sentimentos lúdicos e melosos dos românticos e acredita que o homem é psicologicamente formado sem nenhuma interferência natural ou humana
Brasil: Memórias Póstumas de Brás Cubas de Machado de Assis (1881)
Principais autores
- Eça de Queiroz
- Machado de Assis
- Raul Pompéia
- Artur Azevedo

### Naturalismo

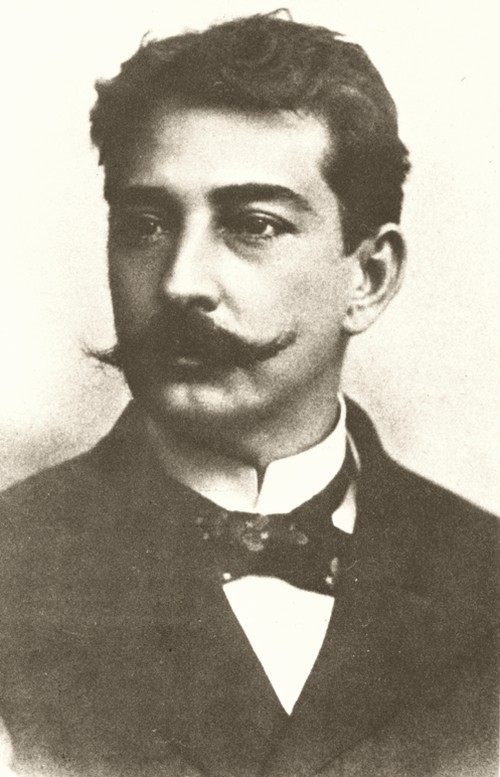
Aluísio de Azevedo

O naturalismo ocorre basicamente na mesma época do realismo; alguns dizem que o naturalismo é apenas uma manifestação do realismo mas as diferenças são bem visíveis.
O naturalismo tenta explicar que o homem é modificado pelo ambiente em que vive e que a natureza influi na razão. Diferente do romance realista que presa a classe social dominante, o romance naturalista presa a comunidade mais pobre. Podemos ver isso claramente ao ler a obra O Cortiço de Aluísio de Azevedo
Brasil: O Mulato de Aluísio de Azevedo (1881)
Principais autores
- Aluísio de Azevedo
- Domingos Olímpio
- Inglês de Sousa
- Júlio Ribeiro
- Manuel de Oliveira Paiva

### Parnasianismo

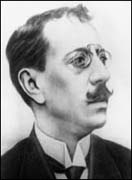
Olavo Brás Martins dos Guimarães Bilac.

O Parnasianismo é a forma poética do Realismo.
- Preciosismo: focaliza-se o detalhe; cada objeto deve singularizar-se, dai as palavras raras e rimas ricas.
- Objetividade e impessoalidade: O poeta apresenta o fato, a personagem, as coisas como são e acontecem na realidade, sem deformá-los pela sua maneira pessoal de ver, sentir e pensar. Esta posição combate o exagerado subjetivismo romântico.
- Arte Pela Arte: A poesia vale por si mesma, não tem nenhum tipo de compromisso, e justifica por sua beleza. Faz referências ao prosaico, e o texto mostra interesse a coisas pertinentes a todos.
- Estética/Culto à forma: Como os poemas não assumem nenhum tipo de compromisso, a estética é muito valorizada. O poeta parnasiano busca a perfeição formal a todo custo, e por vezes, se mostra incapaz para tal. Aspectos importantes para essa estética perfeita são:
- Rimas Ricas: São evitadas palavras da mesma classe gramatical. Há uma ênfase das rimas do tipo ABAB para estrofes de quatro versos, porém também muito usada as rimas ABBA.
- Valorização dos Sonetos: É dada preferência para os sonetos, composição dividida em duas estrofes de quatro versos, e duas estrofes de três versos. Revelando, no entanto, a "chave" do texto no último verso.
- Metrificação Rigorosa: O número de sílabas poéticas deve ser o mesmo em cada verso, preferencialmente com dez (decassílabos) ou doze sílabas(versos alexandrinos), os mais utilizados no período. Ou apresentar uma simetria constante, exemplo: primeiro verso de dez sílabas, segundo de seis sílabas, terceiro de dez sílabas, quarto com seis sílabas, etc.
- Descritivismo: Grande parte da poesia parnasiana é baseada em objetos inertes, sempre optando pelos que exigem uma descrição bem detalhada como "A Estátua", "Vaso Chinês" e "Vaso Grego" de Alberto de Oliveira.
- Temática Greco-Romana: A estética é muito valorizada no Parnasianismo, mas mesmo assim, o texto precisa de um conteúdo. A temática abordada pelos parnasianos recupera temas da Antiguidade Clássica, características de sua história e sua mitologia. É bem comum os textos descreverem deuses, heróis, fatos lendários, personagens marcados na história e até mesmo objetos.

Principais autores
- Alberto de Oliveira
- Francisca Júlia
- Olavo Bilac
- Raimundo Correia
- Vicente de Carvalho

### Simbolismo
Na Europa, o simbolismo inicia-se na última década do século XIX e avança pelo início do século XX, paralelamente as tendências do pré modernismo. O misticismo, o sonho, a fé e a religião passam a ser valores em busca de novos caminhos
O Simbolismo no Brasil começa com as obras Missal e Broquéis ambos escritas por Cruz e Sousa
Características gerais:
- Uso de figuras de linguagem (sinestesia e aliteração)
- Musicalidade (A música acima de tudo)
- Valorização das manifestações espirituais e metafísicas
- Rebusca valores românticos
- Aversão ao que é real
- Amor ao lúdico e sublime
- Tenta buscar a essência do ser humano
- Oposição entre matéria e espírito

Principais autores
- Alphonsus de Guimaraens
- Cruz e Sousa

### Pré-modernismo
O pré-modernismo foi um período literário brasileiro, que marca a transição entre o simbolismo e o movimento modernista seguinte. Em Portugal, o pré-modernismo configura o movimento denominado saudosismo.
O termo pré-modernismo parece haver sido criado por Tristão de Athayde, para designar os "escritores contemporâneos do neo-parnasianismo, entre 1910 e 1920".
Representa, assim, um período eclético (que possui várias correntes de ideias, sem se fixar a nenhuma delas).
Embora vários autores sejam classificados como pré-modernistas, este não se constituiu num estilo ou escola literária, dado a forte individualidade de suas obras, mas essencialmente eram marcados por duas características comuns:
Conservadorismo - traziam na sua estética os valores parnasianos e naturalistas;
Renovação - demonstravam íntima relação com a realidade brasileira e as tensões vividas pela sociedade do período.
Embora tenham rompido com a temática dos períodos anteriores, esse autores não avançaram o bastante para serem considerados modernos. Notando-se, até, em alguns casos, resistência às novas estéticas.
Principais autores
- Augusto dos Anjos
- Coelho Neto
- Euclides da Cunha
- Graça Aranha
- Lima Barreto
- Monteiro Lobato
- Raul de Leoni

### Modernismo

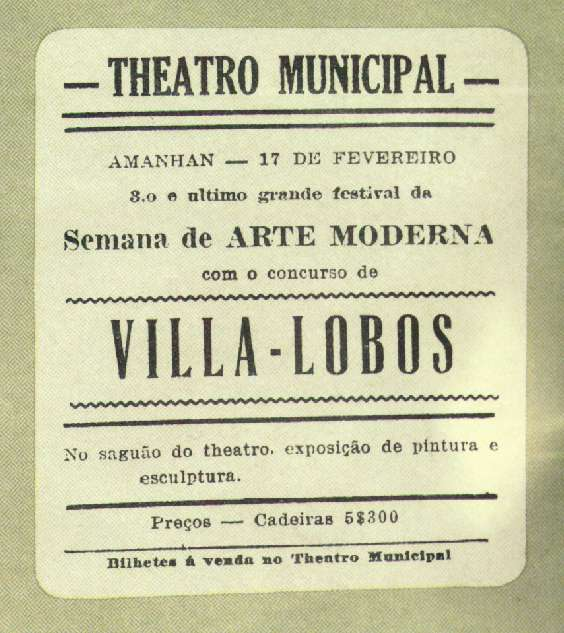
Cartaz anunciando o último dia da Semana de Arte Moderna

No Brasil, o Modernismo tem data de nascimento: 11 de fevereiro de 1922, com a Semana de Arte Moderna. Representou uma verdadeira renovação da linguagem, na busca de experimentação, na liberdade criadora e na ruptura com o passado. O evento marcou época ao apresentar novas ideias e conceitos artísticos. A nova poesia através da declamação. A nova música por meio de concertos. A nova arte plástica exibida em telas, esculturas e maquetes de arquitetura. O adjetivo "novo", marcando todas estas manifestações, propunha algo a ser recebido com curiosidade ou interesse. Para os modernistas, simbolizados em Mário de Andrade, a prática da poesia tem que ser (ou tem que ter) uma reflexão consciente dos problemas da linguagem, das suas limitações e possibilidades. Além disso veem no poeta um sujeito criador consciente do texto literário.
O Modernismo deixou marcas nas gerações seguintes, como se observa, em geral, uma maior liberdade linguística, a desconstrução literária e o introspectivismo. Estes novos elementos foram muito bem explorados por Carlos Drummond de Andrade e João Cabral de Melo Neto (um mais lírico, outro mais objetivo, concreto), pelos romancistas de 30, na prosa intimista de Clarice Lispector, pelos tropicalistas que são motivo de inspiração até hoje na produção contemporânea.
Principais autores
- Carlos Drummond de Andrade
- Clarice Lispector
- João Cabral de Melo Neto
- Manuel Bandeira
- Mário de Andrade
- Oswald de Andrade
- Fernando Pessoa
- Graciliano Ramos

### Tendências contemporâneas
É sempre muito difícil se analisar um cenário teórico fazendo parte dele, sem um distanciamento mínimo de tempo e espaço. Mas podemos apontar algumas tendências contemporâneas da literatura brasileira e consideramos o que se tem produzido nos últimos vinte ou trinta anos, pós-ditadura.

#### Em poesia
Na poesia, os nomes hoje já consagrados são aqueles que, de algum modo, dialogam com essas linhas de força da Semana de 22, um diálogo com a função paradoxal de unificar a variedade da produção contemporânea. O impacto do modernismo de 22, porém, foi tamanho que conseguiu produzir também uma diversidade interna, bifurcando a linhagem modernista em:
1. Uma vertente mais lírica, subjetiva, à Mário de Andrade, Manuel Bandeira, Drummond;
2. Outra mais experimental, formalista, à Oswald de Andrade, João Cabral, poesia concreta.

A poesia torna-se, ainda, por um lado mais cotidiana quanto à temática (Adélia Prado, Mário Quintana), e por outro instrumento de pressão contra as ditaduras (Glauco Mattoso, tropicalistas).

#### Em prosa
Contemporaneamente o que vemos no romance brasileiro e, de certa forma, também no luso, que volta a dialogar com o Brasil, é o surgimento do que se chama Geração 90. No Brasil, o grande marco é o romance Subúrbio, de Fernando Bonassi, que deflagraria em 1994 um processo de renovação da prosa urbana (ou, no caso, suburbana), com seu realismo brutal, que trouxe novamente para o centro da cena literária os personagens dos arrabaldes das cidades brasileiras. Cidade de Deus, de Paulo Lins, ficaria célebre pela sua realização cinematográfica.
Outra corrente contemporânea é uma espécie de tópica da condição pós-moderna: a identidade em crise, um extremo do intimismo, que se projeta sobre a estrutura narrativa, cancelando os limites entre o real e o fantasmático, entre o mundo descrito e as distorções interiores de quem o descreve. É o caso de Cristóvão Tezza, João Gilberto Noll, Bernardo Carvalho e Chico Buarque.
Acrescenta-se a tais correntes uma espécie de revisão histórica a partir da ficção. Tanto no Brasil (Luiz Antonio de Assis Brasil, Miguel Sanches Neto) quanto em Portugal (Miguel Sousa Tavares) e nos países africanos de língua portuguesa (José Eduardo Agualusa, Mia Couto) aparecem narrativas de formato convencional e que se passam inteiramente no passado, mas não resgatando o passado de forma meramente contemplativa. 
Principais autores
- Cristóvão Tezza
- Chico Buarque
- João Gilberto Noll
- Bernardo Carvalho
- Dias Gomes
- Gianfrancesco Guarnieri
- Caio Fernando Abreu